# Sierra Modorra
Sierra Modorra är en ås i Spanien.   Den ligger i provinsen Provincia de Zaragoza och regionen Aragonien, i den nordöstra delen av landet, 220 km öster om huvudstaden Madrid.